# Chintapalle
Chintapalle es una ciudad censal situada en el distrito de Visakhapatnam en el estado de Andhra Pradesh (India). Su población es de 7888 habitantes (2011). Se encuentra a 95 km de Visakhapatnam.

## Demografía
Según el censo de 2011 la población de Chintapalle era de 7888 habitantes, de los cuales 4196 eran hombres y 3692 eran mujeres. Chintapalle tiene una tasa media de alfabetización del 79,80%, inferior a la media estatal del 67,02%: la alfabetización masculina es del 87,60%, y la alfabetización femenina del 70,87%.